# Еберхард дер Таубе фон Геминген
Еберхард дер Таубе фон Геминген (на немски: Eberhard 'der Taube' von Gemmingen; „Глухия“; † 25 май 1479 в Геминген) е благородник от стария алемански рицарски род Геминген в Крайхгау в Баден-Вюртемберг от линията „Б (Хорнберг) на фрайхерен фон Геминген“.
Той е син на Еберхард Млади фон Геминген († пр. 1426) и съпругата му Елз фон Цвингенберг († 1455), дъщеря на Ханс фон Цвингенберг и Елза Рюдт фон Бьодигхайм.
Еберхард Таубе фон Геминген наследява от баща си собственост в Геминген, Щеббах, Итлинген, половиния дворец Нойдек и собственост в Ерленбах и в Обер- и Унтербойтинген и през 1428 г. чичо си Герхард Млади фон Геминген († 1428), който има само  дъщери.
Той често е в свитата на пфалцграф Фридрих I Победоносни, и е пфалцски фогт в Гермерсхайм. Фамилията печели на значение.
Още като жив той разделя собствеността си между синовете му Ханс и Еберхард и за него оставя само една трета в Геминген и половината от Итлинген. Затова има конфликти между синовете му.
Еберхард Таубе фон Геминген умира на 25 май 1479 г. в Геминген и е погребан в Геминген.
Допълнителното си име дер Таубе идва от това, че последните си години вероятно е бил глух.

## Фамилия
Еберхард Таубе фон Геминген се жени ок. 1421 г. за Барбара фон Найперг († 24 декември 1486, Геминген), дъщеря на Еберхард фон Найперг († 1450) и Магдалена фон Ментцинген, дъщеря на Еберхард фон Ментцинген и Елизабет фон Щайн. Те имат 23 деца, между тях:
- Еберхард фон Геминген (* 1422; † 12 май 1501 в Геминген), женен I. 1457 г. за Елизабет фон Хьоенрид († 1490), II. 1492 г. за Магдалена фон Аделсхайм (* ок. 1460; † 15 март 1516, Кохертюрн); родител на „линията Некарцимерн/Бюрг“
- Ханс/Кекханс фон Геминген (* 1431 в Хайлброн; † 28 септември 1487 в Гермерсхайм), женен 1455 г. за Бригита фон Нойенщайн († 25 октомври 1479 в Гермерсхайм); родител на „линията Михелфелд“
- Дитер, конвент брат в Хирзау
- Валтер († 1501), от 1479 г. абат на манастир Зелц
- Швайкард († 1510), „конвент-брат“ в Оденхайм
- Петер († 1483), „зекспраебендариус“ във Вимпфен
- Вайпрехт (†сл. 1483), каноник във Вимпфен
- Елз, монахиня в Лихтенщерн
- Маргарета, монахиня в Лихтенщерн
- Регизуинта, монахиня в Лихтенщерн
- Райнхард († 1483), каноникус в Майнц 1452 г., напуска и започва пфалцска военна служба; женен за Анна фон Валденфелс († сл. 1500)